# Parti démocrate de la renaissance nationale d'Ouzbékistan
Le Parti démocrate de la renaissance nationale d'Ouzbékistan (en ouzbek : Oʻzbekiston “Milliy Tiklanish” Demokratik Partiyasi ; abrégé OʻzMTDP), connu simplement sous le nom de Milliy Tiklanish, est un parti politique national-conservateur ouzbek. Il est allié au Parti libéral-démocrate, l'actuel parti au pouvoir dans le pays.
Le parti est l'un des cinq partis politiques officiellement enregistrés du pays avec le Parti démocratique populaire d'Ouzbékistan, le Parti libéral-démocrate d'Ouzbékistan, le Parti social-démocrate de la justice et le Parti écologiste d'Ouzbékistan,.

## Histoire
Le parti a été formé en 1995 avec une composition largement intellectuelle et compte une proportion relativement élevée de femmes. Le parti prône un sens aigu de la culture ouzbèke, désirant un renouveau culturel, tout en cherchant à nouer des liens plus étroits avec d'autres États d'Asie centrale. Le parti s'oppose à l'influence de la Russie dans la région et attaque la fondation de la Communauté économique eurasienne sur cette base.
Le parti annonce son intention de fusionner avec le Parti national démocrate de l'abnégation (en) en 2008, du fait que les deux partis partagent des objectifs communs. Le nouveau parti conserve le nom du Parti démocrate de la renaissance nationale.

## Résultats électoraux

### Élections présidentielles
| Élection | Candidat          | 1er tour | 1er tour | 2d tour | 2d tour | Résultat |
| Élection | Candidat          | Voix     | %        | Voix    | %       | Résultat |
| -------- | ----------------- | -------- | -------- | ------- | ------- | -------- |
| 2015     | Akmal Saidov      | 97 858   | 3,08     | –       | –       | Élu      |
| 2016     | Sarvar Otamuradov | 421 055  | 2,35     | –       | –       | Élu      |
| 2021     | Alisher Qodirov   | 888 515  | 5,49     | –       | –       | Élu      |

### Élections législatives
| Élection  | Sièges   | +/-           | Rang |
| --------- | -------- | ------------- | ---- |
| 1999      | 10 / 250 | Nv            | 6e   |
| 2004-2005 | 11 / 120 | 1             | 4e   |
| 2009-2010 | 31 / 135 | 20            | 3e   |
| 2014-2015 | 36 / 150 | 5             | 2e   |
| 2019-2020 | 36 / 150 | en stagnation | 2e   |